# 髙尾正樹
髙尾 正樹（たかお まさき、1980年 - ）は、日本の実業家、化学技術者。日本環境設計株式会社（現JEPLAN）創業者・代表取締役社長。

## 人物・来歴
大阪出身。大阪教育大学附属高校天王寺校舎を経て、2004年東京工業大学工学部開発システム工学科化学工学コース卒業。
東京大学大学院総合文化研究科広域科学専攻休学中退後、異業種交流会で知り合った岩元美智彦と2007年に日本環境設計を設立し、専務取締役に就任。2007年より大阪大学先端科学イノベーションセンター特任助手としてバイオエタノールの研究を行いコットンからバイオエタノールを精製するリサイクル技術を実用化した。2013年より早稲田大学非常勤講師。2016年には日本環境設計代表取締役社長に就任。